# Бигоньо, Джузеппе
Джузе́ппе Биго́ньо (итал. Giuseppe Bigogno; 22 июля 1909, Альбиццате, Италия — 22 июня 1977, Флоренция, Италия) — итальянский футболист и тренер. Тренировал известные итальянские клубы: Фиорентину, «Милан», «Лацио» и «Интернационале».

## Карьера

### Клубная
Бигоньо начал свою клубную карьеру в сезоне 1925—1926 в клубе «Леньяно». Его дебют в «Серии А» состоялся 28 сентября 1930 года. В итоге этого матча «Леньяно» победил «Дженоа» 2:1. Летом 1931 года Джузеппе перешёл в «Фиорентину», где затем играл в течение пяти сезонов. В 1936 году Джузеппе был продан в «Дженоа», однако через два года он снова вернулся в «Фиорентину». Через три сезона после этого он завершил свою карьеру, в связи с войной.

### Тренерская
Сразу после войны Джузеппе Бигоньо становится тренером «Фиорентины». Вместе с командой он занимает пятое место во второй лиге, чего, однако, не достаточно, для повышения в «Серию А». Последующие три года Джузеппе стоит во главе «Милана», с которым занимает четвёртое, второе и третье места соответственно.
В следующие сезоны, руководя клубами «Торино», «Лацио» и «Удинезе» Джузеппе особых успехов не добился, а из «Интернационале» он был уволен в середине сезона.

## Достижения
- Обладатель Кубка Италии: 1936/37 («Дженоа»), 1939/40 («Фиорентина»)